# Sajf ad-Din az-Zubi
Sajf ad-Din az-Zubi (arab. ‏سيف الدين الزعبي‎, hebr. ‏סיף א-דין א-זועבי‎, ang. Seif el-Din el-Zoubi lub Seif E-Din E-Zoubi, ur. 1913 w Nazarecie, zm. 26 czerwca 1986) – izraelski polityk narodowości arabskiej, w latach 1949–1956 oraz 1965–1979 poseł do Knesetu z list różnych arabskich partii politycznych.

## Życiorys
Urodził się w 1913 w Nazarecie. W wyborach parlamentarnych w 1949 po raz pierwszy dostał się do izraelskiego parlamentu z Demokratycznej Listy Nazaretu. W wyborach w 1951 i w 1955 roku zdobył mandat z Demokratycznej Listy Izraelskich Arabów. 13 lutego 1956 zrezygnował z zasiadania w Knesecie, mandat objął po nim Dżabr Mu’addi. Do parlamentu powrócił dopiero po wyborach w 1965 z listy ugrupowania Postęp i Rozwój. Zasiadał w Knesetach I, II, III, VI, VII, VIII i IX kadencji. 5 lipca 1966 arabscy posłowie partii Postęp i Rozwój: Sajf ad-Din az-Zubi i Iljas Nachla oraz Współpraca i Braterstwo: Dijab Ubajd i Dżabr Mu’addi powołali nowe ugrupowanie – Współpraca i Rozwój. Partia rozpadła się pół roku później – 1 stycznia 1967, a posłowie powrócili do swoich frakcji. Podczas swojej ostatniej kadencji wszedł do parlamentu jako jedyny poseł z listy Zjednoczonej Listy Arabskiej, 3 kwietnia 1979 zrezygnował, a mandat objął po nim Hamad Abu Rabia.